# Det givs en tid för andra tider
Det givs en tid för andra tider är en psalm, med text skriven 1857 av Lina Sandell med musik hämtad ur Sions Nya Sånger från 1873.

## Publicerad i
- Psalmer och Sånger 1987 som nr 577 under rubriken "Att leva av tro - Kallelse".[1]